# Niklas Hagman
Niklas Hagman, född 5 december 1979 i Esbo, Finland, är en finländsk professionell ishockeyspelare som spelar för Porin Ässät i den Finska ligan. Hagman har tidigare spelat för NHL-lagen Florida Panthers (vilket var det lag som draftade honom 1999), Dallas Stars, Toronto Maple Leafs, Calgary Flames och Anaheim Ducks.
Hagman har även representerat det finländska ishockeylandslaget vid ett flertal tillfällen. Han vann JVM-guld med Finland 1998, OS-silver i Turin 2006 och OS-brons i Vancouver 2010. Han deltog också i OS i Salt Lake City 2002 där Finland kom på femte plats.
Niklas Hagmans far Matti Hagman var den förste finländske spelaren som var född och tränad i Finland att spela i NHL. Han spelade för Boston Bruins och Edmonton Oilers 1976–1982.